# براد مارتن (مغن مؤلف)
براد مارتن (بالإنجليزية: Brad Martin)‏ هو مغن مؤلف أمريكي، ولد في 3 مايو 1973.

## وصلات خارجية
- براد مارتن على موقع ميوزك برينز (الإنجليزية)